# Bringing Up Father (film, 1928)

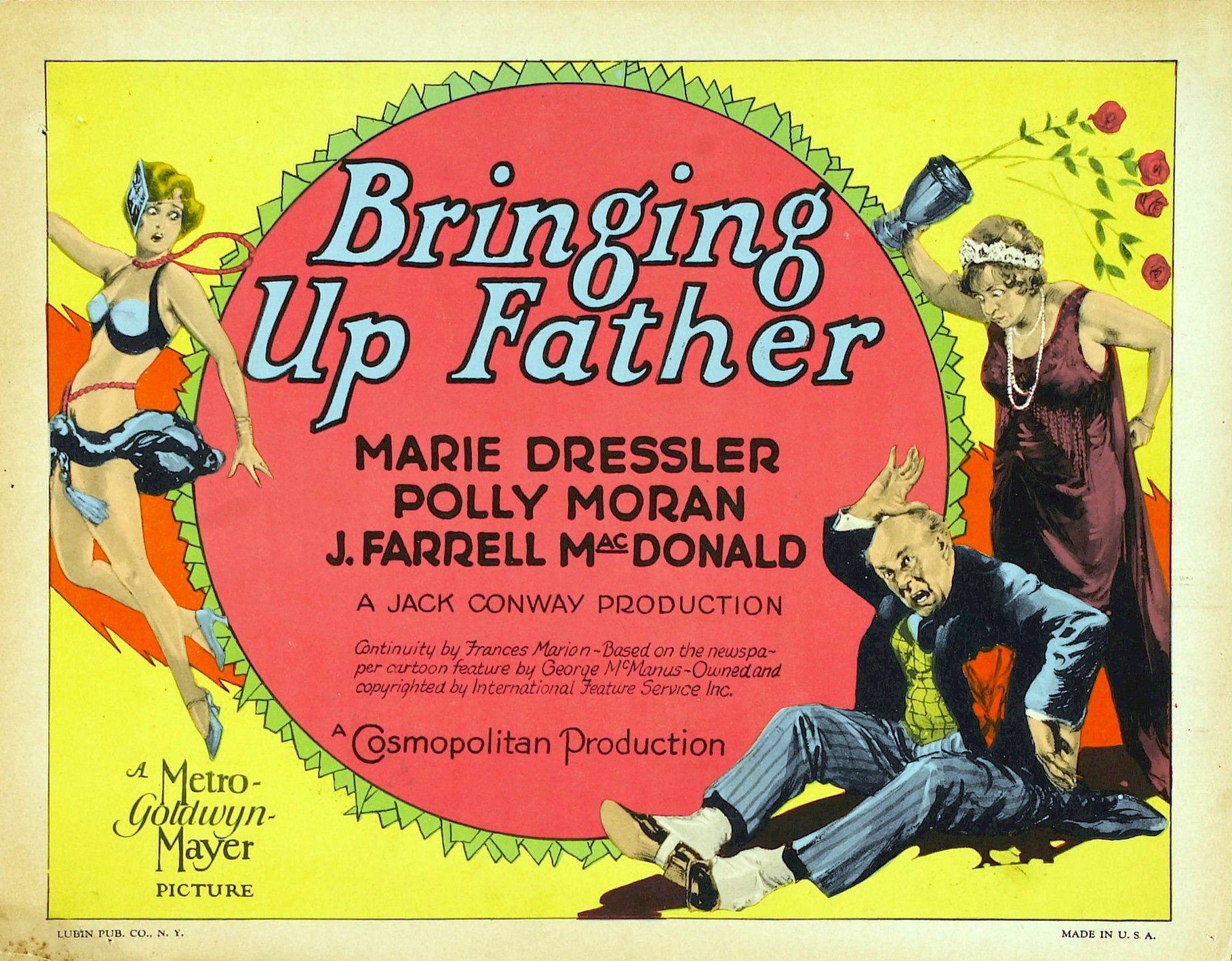
Carte promotionnelle du film Bringing Up Father.

Bringing Up Father est un film américain réalisé par Jack Conway et sorti en 1928.

## Fiche technique
- Réalisation : Jack Conway
- Scénario : Frances Marion, George McManus et Ralph Spence
- Photographie : William H. Daniels
- Production : Metro-Goldwyn-Mayer
- Montage : Margaret Booth
- Durée : 70 minutes[1]
- Date de sortie : 17 mars 1928

## Distribution

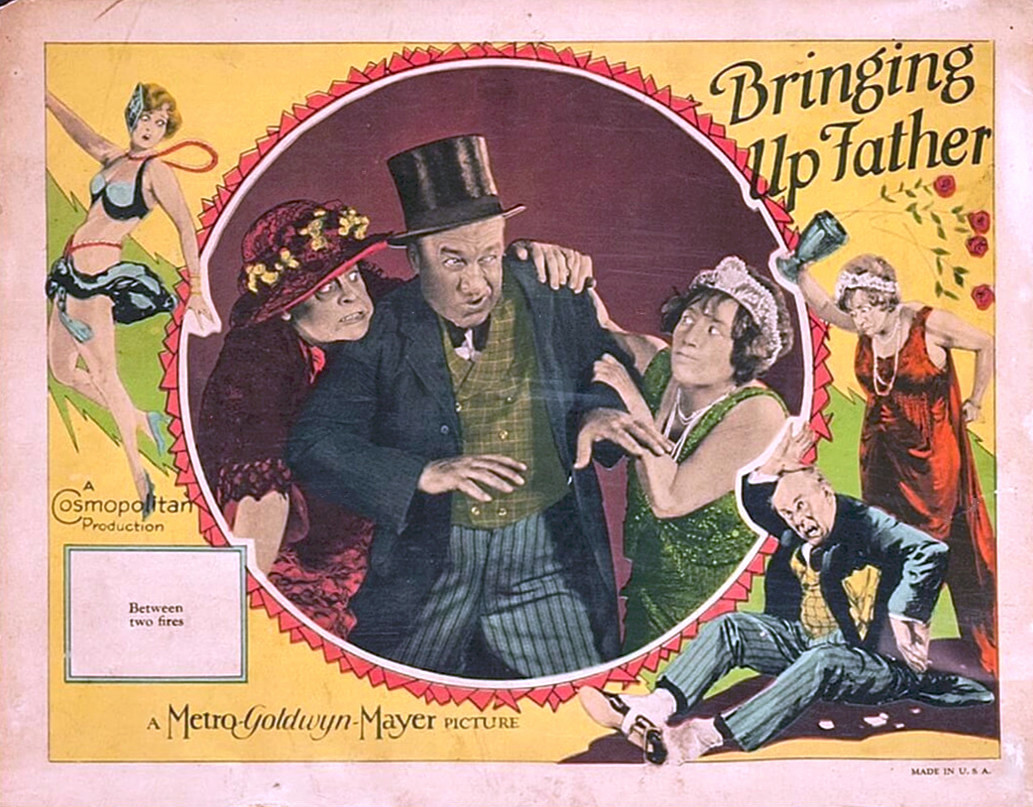
Carte promotionnelle du film.

- Marie Dressler : Annie Moore
- Polly Moran : Maggie
- J. Farrell MacDonald : Jiggs
- Jules Cowles : Dinty Moore
- Gertrude Olmstead : Ellen
- Grant Withers : Dennis
- Andrés de Segurola : The Count
- Rose Dione : Mme. Smith
- David Mir : Oswald
- Tenen Holtz : Ginsberg Feitelbaum